# جان اس. اسپنس
جان اس. اسپنس (به انگلیسی: John S. Spence) سناتور سابق عضو حزب ویگ بود. وی در سال ۱۸۳۶ تا ۱۸۴۰ میلادی سناتور ایالت مریلند در سنای ایالات متحده آمریکا بود.